# Каспрук Віктор Арсенович
Віктор Арсенович Каспрук (нар. 30 квітня 1955, Київ) — український політолог, політичний аналітик, журналіст-міжнародник, колумніст, публіцист. Автор аналітичних статей на політичну і міжнародну тематику в українських і закордонних виданнях.
Син Арсена Каспрука.

## Життєпис

### Освіта
- 1980 — закінчив Таврійський національний університет імені В. І. Вернадського.
- 1998 — стажування на курсах при Міністерстві закордонних справ Єгипту в Каїрі
- 2004 — стажування на курсах при Міністерстві закордонних справ Єгипту в Каїрі
- 2006 — стажування на курсах, організованих Центром міжнародного співробітництва Міністерства закордонних справ Ізраїлю «Машав».

### Кар'єра
- старшим редактором редакційно-видавничого відділу і завідувачем відділом Національної бібліотеки України ім. Вернадського,
- завідувачем сектором наукової інформації Національного музею літератури України,
- кореспондентом газети «Молодь України»,
- редактором відділу політики газети В'ячеслава Чорновола «Час-Time»,
- політичним оглядачем газети «Час»,
- редактором відділу газети «Альтернатива»,
- керівником групи політичних оглядачів агентства «ПРОФІНФОРМ».

## Творчість

### Публіцистика
Автор понад 2500 статей з тематики української і міжнародної політики. У журналістиці — з 1984 року.
До кола досліджень і зацікавлень Віктора Каспрука входить внутрішня українська політика, міжнародна політика, Росія, Білорусь, Близький Схід, Ізраїль та арабський світ, а також Латинська Америка, Сполучені Штати, Південно-Східна Азія. Зокрема: Китай, Індія, Пакистан, Японія, Південна Корея і КНДР.
Регулярно публікується в газетах «Дзеркало тижня», «День», «Українське слово», в журналах «Сучасність», «Український тиждень», «Народний депутат», інтернет-сайтах «Телекритика», «Политикантроп». Співпрацює з українською службою Radio Free Europe/Radio Liberty.
Віктор Каспрук є прихильником вступу України в НАТО і Європейський союз.

### Аналітичні статті
- «Україна і режим Путіна, який став найбільшою загрозою для світового порядку» 08 Жовтень 2017// [Архівовано 10 листопада 2017 у Wayback Machine.] Радіо Свобода
- «Санкції проти Росії мають бути рівнозначними її злочинам в Україні» 03 Вересень 2017 // [Архівовано 10 листопада 2017 у Wayback Machine.] Радіо Свобода
- «Росія не має шансів виграти у новій Холодній війні з Заходом» 06 Серпень 2017 // [Архівовано 10 листопада 2017 у Wayback Machine.] Радіо Свобода
- "Україна може стати «європейським тигром» 09 Липень 2017 // [Архівовано 10 листопада 2017 у Wayback Machine.] Радіо Свобода
- «Ризики для України від „незачищеної“ агентурної мережі Москви» 11 Червень 2017 // [Архівовано 10 листопада 2017 у Wayback Machine.] Радіо Свобода
- «Чи вийде президент Трамп із ядерної угоди з Іраном?» № 37 7 жовтня 2017 // Дзеркало тижня. Україна
- «Венесуела: час мадуріанського правління добігає кінця» // Дзеркало тижня. Україна № 30-31 19 серпня-1 вересня 2017

## Нагороди
- Лауреат премії журналу «Сучасність» та Ліги українських меценатів за 2006 рік за цикл статей, присвячених проблемам внутрішньоукраїнської і світової політики, а також за інтерв'ю із провідними діячами білоруської опозиції.